# 메헬렌 네커르스풀 역
메헬렌 네커르스풀 역(네덜란드어: Station Mechelen-Nekkerspoel)은 메헬렌에 있는 벨기에 철도 25호선, 27호선, 27B호선의 역이다. 뢰번-딜 운하를 지나는 다리가 개통된 후인 1903년 12월 3일에 개업하였다.
구 역사 건물은 역사 보존 재단 RIM(Restauratie Integratie Mechelen)에서 1988년 매입하였으며, "이곳은 역이 아닙니다"라는 문구가 한국어를 포함한 여러 언어로 실려 있는 포스터가 걸려 있다. 2009년 이 건물을 NMBS/SNCB에서 다시 매입하여, 역으로 다시 사용할 예정이다.

## 운행 열차

### 평일
| 열차 종류 | 운행 구간                       | 배차 간격   |
| --------- | ------------------------------- | ----------- |
| IR n      | 브뤼셀 남역 - 안트베르펀 중앙역 | 1시간당 1회 |
| L         | 브뤼셀 남역 - 안트베르펀 중앙역 | 1시간당 1회 |

### 주말
| 열차 종류 | 운행 구간                                          | 배차 간격   |
| --------- | -------------------------------------------------- | ----------- |
| IC Q      | 뢰번 역 - 안트베르펀 중앙역                        | 1시간당 1회 |
| IR b      | 브뤼셀 남역 - 안트베르펀 중앙역                    | 1시간당 1회 |
| IR d      | 안트베르펀 중앙역 - 브뤼셀 - 게라스베르헌/코트리크 | 1시간당 1회 |